# Singularity (Star Trek)
Singularity is de negende aflevering van het tweede seizoen van de Amerikaanse sciencefictiontelevisieserie Star Trek: Enterprise. Het is de 34e aflevering van de serie, voor het eerst uitgezonden in 2002.

## Verhaal
De bemanning van de USS Enterprise ontdekt een groot zwart gat. Op zich is dit niets bijzonders, maar dit zwarte gat is onderdeel van een trinair sterrenstelsel. Ze besluiten een koers richting het fenomeen te zetten, om het beter te kunnen bestuderen. Terwijl het schip onderweg is, moet er een aantal kleine klusjes uitgevoerd worden. Zo moet Trip Tucker de stoel van kapitein Jonathan Archer repareren, moet dokter Phlox kijken of hij wat kan doen aan lichte hoofdpijnklachten bij Travis Mayweather en moet vaandrig Hoshi Sato de kok vervangen, die ziek is geworden.
Na verloop van tijd begint het overste T'Pol op te vallen, dat de verschillende bemanningsleden meer dan anders geobsedeerd zijn met de uitvoer van deze taak. Ook merkt ze dat dit steeds erger wordt; eerst is Archer slechts geobsedeerd met het schrijven van een kort intro voor een biografie over zijn vader, maar uiteindelijk wordt hij zelfs boos als T'Pol hem tijdens dit karwei stoort om te melden dat het schip in serieus gevaar is.
Uiteindelijk is de gehele bemanning ofwel buiten bewustzijn, ofwel enorm lusteloos. Omdat het schip op het zwarte gat afkoerst, moet de Enterprise echter bestuurd worden, om te voorkomen dat de krachten die het gat produceert het schip zullen vernietigen. In een poging het schip veilig voorbij het zwarte gat en een bijbehorend asteroïdeveld te krijgen, maakt ze Archer wakker door middel van koffie en een korte douche. Ondanks dat Archer zwak is, krijgt hij het schip voorbij het asteroïdeveld en wordt de Enterprise in veiligheid gebracht.

## Achtergrondinformatie
- Dit verhaal loopt niet chronologisch, maar begint vlak voor het punt dat T'Pol Archer inschakelt. Het is in afleveringen van Star Trek vrij ongebruikelijk dat verhalen niet chronologisch verlopen, maar de aflevering van Star Trek: Deep Space Nine getiteld "In the Pale Moonlight" kent een vergelijkbaar verloop[1].

## Acteurs

### Hoofdrollen
- Scott Bakula als kapitein Jonathan Archer
- John Billingsley als dokter Phlox
- Jolene Blalock als overste T'Pol
- Dominic Keating als luitenant Malcolm Reed
- Anthony Montgomery als vaandrig Travis Mayweather
- Linda Park als vaandrig Hoshi Sato
- Connor Trinneer als overste Charles "Trip" Tucker III

### Bijrollen

#### Bijrollen met vermelding in de aftiteling
- Matthew Kaminsky als bemanningslid Cunningham

#### Bijrollen zonder vermelding in de aftiteling
- Adam Anello als een bemanningslid van de Enterprise
- Mark Correy als bemanningslid Alex
- Evan English als vaandrig Tanner
- Glen Hambly als een bemanningslid van de Enterprise
- Bryan Heiberg als een bemanningslid van de Enterprise
- Scott Hill als vaandrig Hutchison
- Baron Jay als een bemanningslid van de Enterprise
- Roy Joaquin als een bemanningslid van de Enterprise
- Kyla Kuhner als een bemanningslid van de Enterprise
- Aouri Makhlouf als een bemanningslid van de Enterprise
- Marnie Martin als een bemanningslid van de Enterprise
- Bobby Pappas als een bemanningslid van de Enterprise
- Lidia Sabljic als een bemanningslid van de Enterprise
- Jan Shiva als een bemanningslid van de Enterprise
- Jessica Vash als een bemanningslid van de Enterprise
- John Wan als een bemanningslid van de Enterprise
- Mark Watson als een bemanningslid van de Enterprise